# Вентзвил (Мисури)
Вентзвил (енгл. Wentzville) град је у америчкој савезној држави Мисури.

## Демографија
По попису из 2010. године број становника је 29.070, што је 22.174 (321,5%) становника више него 2000. године.
| Група             | 2000.         | 2010.          |
| Белци             | 5.779 (83,8%) | 25.606 (88,1%) |
| Афроамериканци    | 829 (12,0%)   | 1.738 (6,0%)   |
| Азијати           | 38 (0,6%)     | 356 (1,2%)     |
| Хиспаноамериканци | 103 (1,5%)    | 788 (2,7%)     |
| Укупно            | 6.896         | 29.070         |